# Госткино
Госткино — деревня в Скребловском сельском поселении Лужского района Ленинградской области.

## Название
Название деревни происходит от притяжательной формы древнеславянского имени Гость — Гостко.

## История
Впервые упоминается в писцовых книгах Шелонской пятины 1501 года, как деревня Госткино — 3 обжи в Петровском погосте Новгородского уезда.
Деревня Госткино упоминается на карте Санкт-Петербургской губернии Ф. Ф. Шуберта 1834 года.
В середине XIX века в деревне была возведена деревянная часовня во имя Казанской иконы Божией Матери.

ГОСТКИНО — деревня Ораниенбаумского дворцового правления, по просёлочной дороге, число дворов — 33, число душ — 110 м. п. (1856 год)

ГОСТКИНО — деревня владельческая при озере Череменецком, число дворов — 32, число жителей: 110 м. п., 77 ж. п. (1862 год)

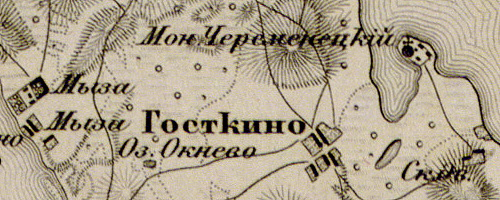
Деревня Госткино на карте 1863 года

В 1868 году временнообязанные крестьяне деревни выкупили свои земельные наделы у великой княгини Елены Павловны и стали собственниками земли.
В 1869—1870 годах временнообязанные крестьяне выкупили земельные наделы у А. А. Безобразовой.
В XIX веке деревня административно относилась ко 2-му стану Лужского уезда Санкт-Петербургской губернии, в начале XX века — к Югостицкой волости 5-го земского участка 4-го стана.
По данным «Памятной книжки Санкт-Петербургской губернии» за 1905 год деревня Госткино входила в Госткинское сельское общество.
С 1917 по 1923 год деревня Госткино входила в состав Госткинского сельсовета Югостицкой волости Лужского уезда.
С 1923 года, в составе Передольской волости.

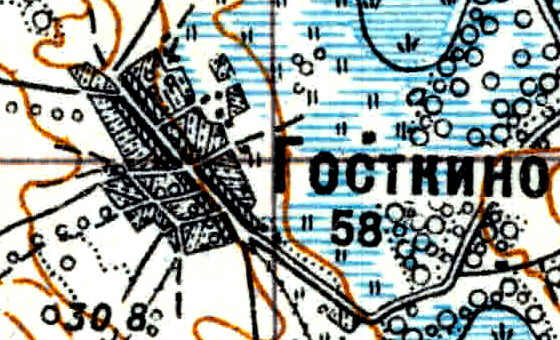
Деревня Госткино на карте 1926 года

Согласно топографической карте 1926 года деревня насчитывала 58 дворов.
С августа 1927 года, в составе Лужского района.
С 1928 года, в составе Бутковского сельсовета.
По данным 1933 года деревня Госткино входила в состав Бутковского сельсовета Лужского района.
C 1 августа 1941 года по 31 января 1944 года деревня находилась в оккупации.
В 1958 году население деревни Госткино составляло 181 человек.
По данным 1966 года деревня Госткино также входила в состав Бутковского сельсовета.
По данным 1973 и 1990 годов деревня Госткино входило в состав Скребловского сельсовета.
В 1997 году в деревне Госткино Скребловской волости проживали 76 человек, в 2002 году — 71 человек (русские — 93 %).
В 2007 году в деревне Госткино Скребловского СП проживали 69 человек.

## География
Деревня расположена в южной части района на автодороге 41К-684 (Киевское шоссе — Череменец), в месте примыкания к ней автодороги 41К-677 (подъезд к дер. Госткино).
Расстояние до административного центра поселения — 3 км.
Расстояние до ближайшей железнодорожной станции Луга I — 20 км.
Деревня находится на западном берегу Череменецкого озера.

## Демография
| 1862 | 1958 | 1997 | 2007 | 2010 | 2017 |
| ---- | ---- | ---- | ---- | ---- | ---- |
| 187  | ↘181 | ↘76  | ↘69  | ↘45  | ↗62  |

## Улицы
Луговая, Медовый переулок, Полевой переулок, Центральная.